# Ed Blackwell
Edward Joseph "Ed" Blackwell (10. oktober 1929 i New Orleans, Louisiana – 7. oktober 1992 i Hartford, Connecticut, USA) var en amerikansk trommeslager som spillede freejazz.
Blackwell er nok mest kendt for sit arbejde i Ornette Colemans gruppe fra 1960 ´erne. Han var i starten influeret af traditionelle trommeslagere såsom Zutty Singleton og Baby Dodds, men fandt hurtigt sin egen personelige måde at spille på.
Hos Coleman experimenterede han med skæve taktarter og et meget frit beat, som mest udgik fra trommerne, og bevægede sig nærmest polyrytmisk som i et afrikansk tromme ensemble. Blackwell spillede også rythm and blues musik, og spillede bl.a. med Ray Charles, Randy Weston, Dewey Redman, Charlie Haden, og Don Cherry.
Sidst i 1970'erne formede han med Don Cherry gruppen Old and New Dreams , som foruden ham selv og Cherry, bestod af Chalie Haden og Dewey Redman. Denne gruppe spillede videre i Ornette Colemans tradition, og indspillede et par plader.
Blacwell spillede til sidst i sit liv med sine egne grupper, som indspillede et par plader. Har også indspillet med både Cherry og Redman.

## Diskografi
- Ed Blackwell & Don Cherry – Mu vol. 1 & 2 (duo improvisationer)
- Ed Blackwell & Dewey Redman – Redman & Blackwell in Willisau (duo koncert)
- Ed Blackwell & Don Cherry – El Corazón (Duo)
- Ed Blackwell – What It Is
- Ed Blackwell – What It Be Like
- Ed Blackwell – Walls-Bridges

## Eksterne kilder og henvisninger
- Biografi Arkiveret 5. juli 2011 hos  Wayback Machine